# 四国同盟战争
四國同盟戰爭（英語：War of the Quadruple Alliance，1718年－1720年），是因為西班牙國王費利佩五世和王后埃麗莎貝塔·法爾內塞對義大利領地的野心以及宣稱擁有法國王位，引起大不列顛王國、法蘭西王國、神聖羅馬帝國、荷蘭共和國四國組成同盟來對抗西班牙，薩伏依公國之後也加入同盟。雖然戰爭早在1717年開始，但直到1718年雙方才正式宣戰。
1720年各國簽訂海牙條約結束戰爭，西班牙被迫放棄法國王位宣稱和戰爭中佔領的領土，換取各國保證費利佩五世的兒子卡洛斯未來可以在法爾內塞家族絕嗣後繼承帕爾瑪公國。

## 背景
1700年，西班牙卡洛斯二世去世時沒有繼承人，但他在遺囑中指定安茹公爵菲利普，法國國王路易十四的孫子作為繼承者。結果由此導致了，1701年至1714年的西班牙王位繼承戰爭，戰爭結束後，安茹公爵菲利普以放棄法國王位繼承權來保證法西兩國永不合併为代价，成功登基成為西班牙國王。
烏得勒支條約的簽訂导致西班牙失去了意大利和低地國家所有的領土。西屬尼德蘭、米蘭公國，那不勒斯和撒丁島都割讓給查理六世的奧地利哈布斯堡王朝，西西里島交給薩伏依公爵。這些原本被西班牙哈布斯堡王朝控制了近兩個世紀的土地，由于烏得勒支條約的簽訂导致西班牙被迫划分出去，這些領土的損失無論是實質還是聲望對西班牙而言都是重大的打擊。
然而，当时的西班牙也管不了那么多，當務之急是恢復十多年戰爭所消耗的國力。負責主政的義大利籍紅衣主教朱利奧·阿爾貝羅尼在1714年安排了喪偶的費利佩五世與帕爾瑪公主埃麗莎貝塔·法爾內塞以聯姻的方式来稳固政权 。在這個過程中，阿爾貝羅尼成為新王后的私人顧問。 1715年，阿爾貝羅尼出任首相後，穩定了西班牙經濟和財政。他還重建西班牙海軍（1718年建造50艘戰列艦），並改革了軍隊。 1717年，阿爾貝羅尼成為紅衣主教。
此時路易十四在1715年去世，身後只留下年僅5歲的曾孫路易十五，而費利佩五世則因為烏特勒支條約被排除於繼承名單之外，但他仍然認為自己有机会在路易十五早逝的前提下繼任王位。為了反對費利佩五世的野心，導致法國、英國和荷蘭共和國於1717年1月4日結成三國同盟。

## 衝突爆發
1717年，為了履行烏得勒支條約，英國、法國和奧地利將西西里島割讓予神聖羅馬帝國皇帝查理六世，西班牙對此感到不滿，打算以武力收回損失的所有島嶼。1717年8月西班牙軍隊開始對奧地利採取敵對行動，趁奧地利深陷與鄂圖曼帝國的戰事(1716-1718奧土戰爭)時入侵撒丁島，1717年11月，勒德侯爵率領一支100艘運輸船的艦隊運送9000人登陸撒丁島。
奧地利最初的反應是打算侷限這次衝突的規模，由於巴爾幹地區衝突不斷，佔用了軍隊大部分的資源，因此作為奧地利最高指揮官薩伏依的歐根親王想避免在義大利打一場大規模戰爭。1718年7月21日，奧地利跟鄂圖曼帝國談和，緊接著在8月2日加入三國同盟。

## 戰爭擴大
同時，勒德侯爵率軍入侵西西里島，這座島當時已經屬於薩伏依公爵。7月7日他們攻佔巴勒莫，接著兵分二路，分別佔領墨西拿和其他地區。法國，奧地利和英國要求西班牙從西西里島和撒丁島撤出。但薩伏依公爵維托里奧·阿梅迪奧二世的態度相當曖昧，因為他同意跟紅衣主教阿爾貝羅尼進行談判，以形成一個反奧聯盟。
8月11日，由喬治·賓恩率領的英國艦隊在帕薩羅灣海戰重挫西班牙艦隊。然後一支小規模的奧地利軍隊登陸，試圖解救被西班牙軍圍攻的墨西拿，卻在米拉佐戰役被擊敗，只能立足在米拉佐的橋頭堡上。
1718年，阿爾貝羅尼開始密謀推翻法國國王路易十五的攝政奧爾良公爵，改由西班牙國王接替攝政，該事件後來被稱為切拉馬雷陰謀。事蹟敗露後，阿爾貝羅尼被法國驅逐出境，並收到法國對西班牙的宣戰書。1718年12月17日，法國，英國和奧地利已全部正式對西班牙作戰。荷蘭在1719年8月也加入戰局。

## 结果
四国同盟战争后的1720年《海牙条约》规定：  
1. 西班牙放弃对西西里、撒丁等地的宣称，奥地利获得西西里，萨伏依公国获得撒丁并升格为撒丁王国。  
2. 西班牙国王腓力五世放弃对法国王位的继承权，巩固《乌得勒支和约》（1713年）确立的波旁-哈布斯堡分治原则 （法西永远不得合并）。
3. 西班牙解散为收复领土组建的远征军。

## 影响
西班牙此后彻底丧失欧洲霸权地位，而英国与奥地利崛起为地中海事务主导者。战争强化了乌得勒支体系下的均势原则，遏制了单一强国扩张，奠定18世纪欧洲外交基调。西班牙在美洲的弱势促使英国加速殖民扩张，间接引发后续英西冲突（如“詹金斯耳朵战争”）。西班牙战败加剧国内经济危机，腓力五世转向集权改革，埋下了中央与地方矛盾隐患。  
此役标志着西班牙波旁王朝复兴尝试的终结，欧洲步入英法奥三强主导的时代，为奥地利王位继承战争和七年战争（1756–1763年）的全球对抗埋下伏笔。